# MG Maglificio (equipo ciclista)

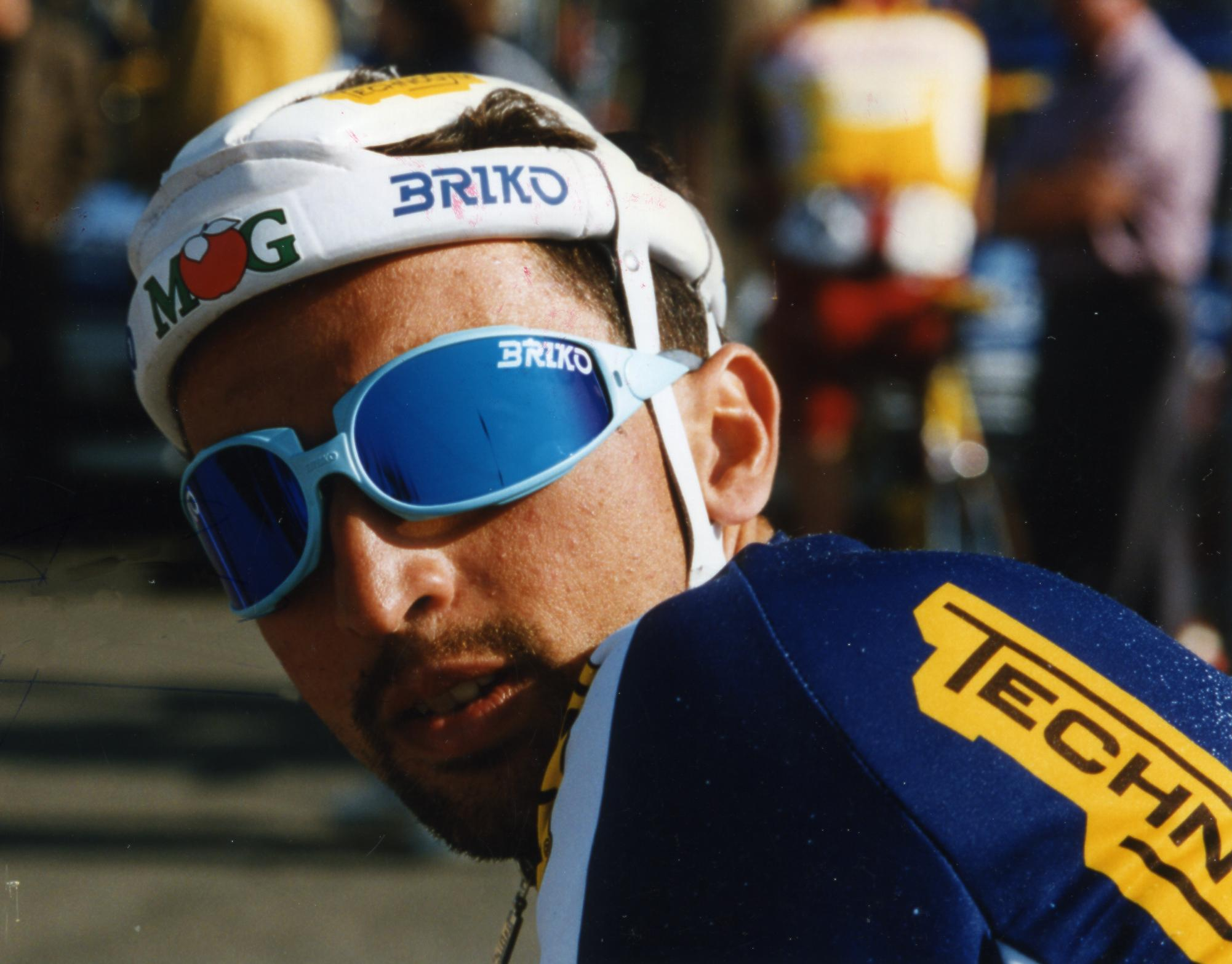
Fabio Baldato en 1997

El equipo MG Maglificio fue un equipo ciclista italiano de ciclismo en ruta que compitió de 1992 a 1998.

## Historia
El equipo se fundó en 1992 con la fusión del equipo belga del Tonton Tapis-GB y del italiano del Del Tongo-MG Boys. En 1995 la empresa GB deja de patrocinar el equipo, para ir al Mapei.
Entre sus mejores resultados, hay 20 victorias de etapa en el Giro de Italia, 8 en el Tour de Francia, dos Lieja-Bastogne-Lieja y dos Tour de Flandes entre otros.
A finales de 1997, después de tener problemas con el dopaje durante el Giro de Italia, la escuadra se disolvió. Parte del equipo se fusiona con los restos del Batik-Del Monte para crear el nuevo Riso Scotti-MG Boys Maglificio.

## Corredor mejor clasificado en las Grandes Vueltas
| Año  | Giro de Italia        | Tour de Francia   | Vuelta a España     |
| ---- | --------------------- | ----------------- | ------------------- |
| 1992 | 3.º Franco Chioccioli | 11.º Franco Vona  | 36.º Miguel Arroyo  |
| 1993 | 10.º Zenon Jaskuła    | 3.º Zenon Jaskuła | -                   |
| 1994 | 15.º Pascal Richard   | 7.º Alberto Elli  | -                   |
| 1995 | 13.º Pascal Richard   | 33.º Alberto Elli | -                   |
| 1996 | 25.º Carlo Finco      | 15.º Alberto Elli | 4.º Roberto Pistore |
| 1997 | 25.º Paolo Bettini    | 110.º Nicola Loda | -                   |
| 1998 | 23.º Vladislav Bóbrik | Abandono          | -                   |

## Principales resultados

### En las grandes vueltas
- Giro de Italia
  - 6 participaciones (1992, 1993, 1994, 1995, 1996, 1997)
  - 20 victorias de etapa:
    - 7 el 1992: Mario Cipollini (4), Franco Vona (2), Franco Chioccioli
    - 3 el 1993: Fabio Baldato (3)
    - 3 el 1994: Marco Saligari, Maximilian Sciandri, Pascal Richard
    - 3 el 1995: Rolf Sørensen (2), Pascal Richard
    - 3 el 1996: Fabiano Fontanelli, Pascal Richard, Gianni Bugno
    - 1 el 1997: Fabiano Fontanelli

  - 2 clasificaciones secundarias:
    - Clasificación por puntos: Mario Cipollini (1992)
    - Gran Premio de la montaña: Pascal Richard (1994)

- Tour de Francia
  - 6 participaciones (1992, 1993, 1994, 1995, 1996, 1997)
  - 8 victorias de etapa:
    - 1 el 1992: Franco Chioccioli
    - 2 el 1993: Mario Cipollini, Zenon Jaskuła
    - 1 el 1994: Rolf Sørensen
    - 2 el 1995: Fabio Baldato, Maximilian Sciandri
    - 2 el 1996: Fabio Baldato, Pascal Richard

- Vuelta a España
  - 2 participaciones (1992, 1996)
  - 3 victorias de etapa:
    - 3 el 1996: Fabio Baldato (2), Gianni Bugno

### En otras carreras
- Lieja-Bastoña-Lieja
  - 1996ː Pascal Richard
  - 1997ː Michele Bartoli

- Tour de Flandes
  - 1993ː Johan Museeuw
  - 1996ː Michele Bartoli

- Gante-Wevelgem
  - 1992ː Mario Cipollini
  - 1993ː Mario Cipollini
  - 1994ː Wilfried Peeters

- Amstel Gold Race
  - 1994ː Johan Museeuw

- Vuelta a Suiza
  - 1994ː Pascal Richard

- Tour de Romandía
  - 1994ː Pascal Richard

- París-Tours
  - 1993ː Johan Museeuw

## Clasificaciones UCI
| Temporada | Clasificación por equipos | Mejor ciclista en la clasificación individual |
| --------- | ------------------------- | --------------------------------------------- |
| 1995      | 3.º                       | Pascal Richard (11.º)                         |
| 1996      | 3.º                       | Michele Bartoli (5.º)                         |
| 1997      | 14.º                      | Michele Bartoli (3.º)                         |